# Viktor Frankl
Viktor Emil Frankl, avstrijski nevrolog in psihiater, * 26. marec 1905, Dunaj, † 2. september 1997, Dunaj.

## Življenjepis
Viktor Frankl je iznajditelj logoterapije in eksistenčne analize, »tretje dunajske šole« psihoterapije. Kot preživeli v holokavstu v svoji prvi knjigi »Človekovo iskanje pomena« (prvič izdana leta 1946) opisuje izkušnje, ki jih je med bivanjem v koncentracijskem taborišču dobil s psihoterapevtskimi postopki, s katerimi je pomagal sojetnikom.
Prejel je skoraj 30 častnih doktoratov univerz po vsem svetu, med njimi tudi ljubljanske. Na Slovenskem je imel povezavo z Antonom Trstenjakom.

## Dela, izdana v slovenskem jeziku
- Psiholog doživlja taborišče smrti (1983)
- Časovno zaporedje v Birkenwaldu (povojna drama)
- Kljub vsemu rečem življenju DA (1993) - ponatis knjige Psiholog doživlja taborišče smrti, dodan je prevod dela Temelji načel logoterapije
- Zdravnik in duša (1994)
- Volja do smisla (1994)
- Doživljanje gora in izkušnja smisla (članek; Frankl/Trstenjak/Ramovš, 1993)
- Ljubezen in spolnost (1995)
- Ljubezen in spolnost, videokaseta Franklovega predavanja (1994).
- Človek pred vprašanjem o smislu (2005)